# Aguilarite
L'aguilarite (simbolo IMA: Agu) è un minerale raro del gruppo dell'acantite appartenente alla classe minerale dei "solfuri e solfosali" con composizione chimica Ag4SeS e quindi, da un punto di vista chimico, è un solfuro di argento-selenio.
Il minerale è l'analogo del selenio della cervelleite.

## Etimologia e storia
L'aguilarite è stata scoperta per la prima volta nella "cava di San Carlos" vicino a La Luz, nello stato messicano di Guanajuato. La prima descrizione fu fatta nel 1891 da Frederick Augustus Genth, che chiamò il minerale in onore di Ponciano Aguilar (1853-1935), l'amministratore della "cava di San Carlos", che è anche la località tipo del minerale.
Poiché l'aguilarite era conosciuta e riconosciuta come una specie minerale a sé stante molto prima della fondazione dell'Associazione Mineralogica Internazionale (IMA), questa è stata adottata dalla sua Commissione sui nuovi minerali, la nomenclatura e la classificazione (CNMNC) e si riferisce all'aguilarite come un cosiddetto minerale "grandfathered" (G).
Non è noto o documentato un luogo di conservazione per il campione tipo del minerale.

## Classificazione
Sistematica dei lapis (Lapis-Systematik) di Stefan Weiß il minerale è elencato nella classe dei "solfuri e solfosali" e nella sottoclasse dei "solfuri, seleniuri e tellururi con il rapporto di massa del metallo : S, Se, Te > 1 : 1", dove l'aguilarite insieme ad acantite, cervelleite, chenguodaite, empressite, hessite, naumannite, stützite e tsnigriite forma un gruppo senza nome con il numero di sistema II/B.05.
Anche la nona edizione della sistematica minerale di Strunz, che è stata aggiornata l'ultima volta dall'IMA nel 2009, classifica l'aguilarite nella classe "2. Solfuri e solfosali" e nella sottoclasse "2.B Solfuri metallici, M: S > 1: 1 (principalmente 2: 1)"; questa viene suddivisa a sua volta in base all'eventuale presenza di alcuni metalli, in modo tale da trovare l'aguilarite nella sezione "2.BA Con Cu, Ag, Au" dove insieme a naumannite forma il sistema nº 2.BA.30.b.
Nell'edizione successiva, proseguita dal database "mindat.org" e chiamata Classificazione Strunz-mindat, tale classificazione è in parte mantenuta invariata (per quanto riguarda la classe, la sottoclasse e la sezione), ma viene cambiato il numero della sezione: l'aguilarite qui occupa la sezione nº 2.BA.55 sempre insieme a naumannite.
Anche nella classificazione dei minerali secondo Dana, che viene utilizzata principalmente nel mondo di lingua inglese, l'aguilarite si trova nella classe dei "solfuri e solfosali" e nella sottoclasse dei "minerali solfuri"; qui la si può trovare insieme ad acantite e naumannite nel "gruppo dell'acantite" con il numero di sistema 02.04.01 all'interno della suddivisione "solfuri – inclusi seleniuri e telluridi – con la composizione AmBnXp, con (m+n):p = 2:1".

## Abito cristallino
L'aguilarite cristallizza nel sistema monoclino con il gruppo spaziale P21/n (gruppo nº 14, posizione 2) con parametri reticolari a = 4,2478(2) Å, b = 6,9432(3) Å, c = 8,0042(5) Å e β = 100,103(2)°, oltre ad avere 4 unità di formula per cella unitaria.

## Origine e giacitura
L'aguilarite si forma a temperature relativamente basse in depositi idrotermali, ricchi di argento e selenio, ma poveri di zolfo. I minerali associati includono acantite, calcite, naumannite, proustite, pearceite-Tac, quarzo, argento e stephanite.
Essendo una rara formazione mineraria, l'aguilarite è stata rilevata in diversi siti, ma in generale non è molto abbondante o diffusa. I ritrovamenti di cristalli meglio sviluppati e, con una lunghezza fino a 3 cm, anche i più grandi, sono stati fatti nella sua località tipo, la "cava di San Carlos" (La Luz) e a Chontalpan (Guerrero). Altri siti noti in Messico sono la "cava di Peñafiel" vicino a Guanajuato, la "cava di Santa Rita" anch'essa situata vicino a La Luz, la "cava Nino Perdido" vicino a Nayal e la "cava di Flores de María" vicino a Rayas (tutte nello stato di Guanajuato).
In Italia l'aguilarite è stata rinvenuta a Gadoni (Sardegna).
Altri siti per l'aguilarite, per citarne solo alcuni, sono: le prefetture di Hokkaidō, di Hyōgo, di Kagoshima e di Fukushima (Giappone); nello Hubei e nello Jiangxi in Cina; a Grums in Svezia e Flesberg in Norvegia; a Castres in Francia.
Si conoscono anche varie contee degli Stati Uniti, oltre a esserci stati ritrovamenti anche in Iran, Australia, Argentina e Cile.

## Forma in cui si presenta in natura
L'aguilarite sviluppa cristalli scheletrici, pseudo-dodecaedrici, pseudo-cubici o pseudo-ottaedrici fino a circa 3 cm di dimensione. Tuttavia, si trova anche sotto forma di aggregati minerali massicci e aderenze con acantite o naumannite.
Il minerale è opaco in qualsiasi forma di un colore grigio piombo con una lucentezza da metallica ad adamantina sulle superfici. Esposti all'aria ambiente, tuttavia, dopo un po' di tempo diventano nero-ferro.